# Žalm 90
Žalm 90 („Panovníku, u tebe jsme měli domov“, v Septuagintě dle řeckého číslování žalm 89) je biblický žalm. Žalm je nadepsán jako „Modlitba Mojžíše, muže Božího“. Podle židovské tradice tímto žalmem začíná série 11 žalmů, jež sepsal Mojžíš. Rabín Aryeh Kaplan se na základě midraše domnívá, že tyto žalmy, tzn. žalm 90–100, byly určeny k použití jako prostředek k dosažení proroctví.

## Charakteristika
V podstatě se jedná o elegii, přestože úvodní verše mají ráz chvalozpěvu. Ten však záhy přechází v nářek, který se týká lidského údělu, pomíjivosti života a jeho těžkostí. V závěru je vyjádřena naděje ve smysluplnost života těch, kdo přes všechny těžkosti konají Boží vůli. 

## Užití v liturgii
V židovské liturgii je žalm podle siduru součástí ranní modlitby o Šabatu a svátcích (viz šacharit), a to v části zvané Psukej de-zimra („Verše písní“).